# Dorothy Granger
Dorothy Karolyn Granger (New London, 21 novembre 1911 – Los Angeles, 4 gennaio 1995) è stata un'attrice statunitense.

## Filmografia parziale

### Cinema
- Un marito servizievole (Hog Wild), regia di James Parrott (1930)
- The Primrose Path, regia di William A. O'Connor (1931)
- The Dentist, regia di Leslie Pearce (1932)
- I've Been Around, regia di Philip Cahn (1935)
- Passione ardente (Dramatic School), regia di Robert B. Sinclair (1938)
- Termites of 1938, regia di Del Lord (1938)
- Dangers of the Canadian Mounted, regia di Fred C. Brannon e Yakima Canutt (1948)
- Anonima delitti (New York Confidential), regia di Russell Rouse (1955) - non accreditata
- The Desperados Are in Town, regia di Kurt Neumann (1956)

### Televisione
- Gianni e Pinotto (The Abbott and Costello Show) – serie TV, 4 episodi (1953)
- Mickey Rooney Show (The Mickey Rooney Show) – serie TV, episodio 1x14 (1954)
- Tales of Wells Fargo – serie TV, episodio 3x28 (1959)